# Marc Lacombe
Pour les articles homonymes, voir Marcus et Lacombe.
 (octobre 2019).
Marc Lacombe dit Marcus est un journaliste, présentateur et animateur français spécialisé dans l'univers du jeu vidéo, né le 28 octobre 1966 à Montrouge. Il est connu pour ses présentations télévisuelles, notamment dans les émissions Retro Game One, #TEAMG1 et Level One diffusées sur Game One, ou encore Chez Marcus, diffusée quant à elle sur Nolife.

## Biographie
Marcus est plus particulièrement connu pour avoir animé l'émission Level One sur la chaîne Game One de 1998 à 2002. Il est le créateur du concept de l'émission et fut propriétaire de la marque Level One jusqu'en 2003, date à laquelle elle fut rachetée à la suite d'un accord à l'amiable avec MTV. Après son départ, l'émission est reprise par Julien Tellouck et Johann Lefèbvre. Il annonce son départ de Game One début 2002, lors du test de Metal Gear Solid 2, en même temps qu'une partie de l'équipe rédactionnelle. La raison invoquée concerne des pressions d'Infogrames (alors propriétaire à 100 % de la chaîne) sur le contenu rédactionnel de la chaîne. Ces accusations feront ensuite l'objet d'une plainte déposée auprès du CSA (voir Game One).
Il rejoint ensuite pour quelques mois l'équipe de Fun player, sur Fun TV, pour observer les réactions sur le chat et pour réaliser un test « sans filet » (sa spécialité) en fin d'émission. Marcus tourne quelques pilotes pour la télévision (Game 13 pour 13e rue par exemple) et même un projet pour une nouvelle chaîne de télévision : Playstation TV, qui n'a jamais vu le jour faute d'investisseur. Il ne faisait plus que quelques brèves apparitions télévisuelles dans des émissions telles que le Club Majipoor (émission culturelle sur France 5) ou sur I-Télé jusqu'en juin 2007, date à laquelle fut créée la chaîne  Nolife. Il y anime Chez Marcus, une émission où il accueille le téléspectateur chez lui pour lui présenter un jeu vidéo.
Via son site web, Marcus annonce son retour sur Game One en octobre 2007. Il présente Retro Game One, un magazine quotidien sur le Rétrogaming, anime Le Débat de Game One une fois par semaine, une émission où des invités du domaine du jeu vidéo ou du multimédia viennent débattre de divers sujets, et participe à l'émission Marcus VS Julien Tellouck, où il joue contre l'animateur du journal de la chaîne Game One. Depuis le premier septembre 2014 Marcus participe à l'émission #TeamG1 aux côtés de Julien Tellouck, des joueurs professionnels comme Kayane et Norman Chatrier, ainsi qu'Anh Phan du Journal du Geek. Il se lance aussi dans la BD avec les aventures de son super héros d’enfance : L'Intrépide.

## Carrière

### Presse
Dès 1989, Marcus a été pigiste, puis rédacteur, pour certains des magazines français de jeu vidéo. Parmi les plus emblématiques :
- Micro News
- Tilt
- Consoles Plus[9]
- Player One
- Joystick
- PC Player
- Playguide
- Gaming

### Télévision
Il a en parallèle démarré une carrière dans la télévision en tant qu'animateur, chroniqueur ou rédacteur dans des émissions telles que :
- Micro Kid's (sur FR3)
- Cyber Flash (sur Canal+)
- Game Zone (sur Game One) - animateur
- Level One (sur Game One) - animateur et créateur de l'émission
- Fun Player (sur Fun TV) - chroniqueur
- Club Majipoor (sur France 5) - chroniqueur
- I>Matin sur I-Télé - chroniqueur
- Chez Marcus (sur Nolife et Cinaps TV) - animateur et créateur de l'émission
- Retro Game One (sur Game One) - animateur
- Marcus a dit (sur JeuxActu, parfois rediffusé sur NT1 & Mangas) - chroniqueur
- Marcus a vu (sur Filmsactu.com) - chroniqueur
- Le Débat (sur Game One) - animateur
- Marcus vs Julien Tellouck (sur Game One) - animateur
- #TEAMG1 (sur Game One) - chroniqueur
- Le Matin (sur LeStream) - chroniqueur

## Actualités
Marcus a souvent participé aux manifestations, en public, du groupe Une case en moins. Il apparait occasionnellement sur les chaines hertziennes, le plus souvent pour dé-diaboliser le jeu vidéo. Il est apparu plus récemment dans les émissions J’y vais… j’y vais pas ?, L'Arène de France, E=M6, et Capital.
Le mémoire de maîtrise de Marcus portait sur « Astérix, partie intégrante et reflet de la culture populaire française ». Marcus lance sa collection textile avec la société UnfairDesign en 2010. La collection de cette dernière comportait déjà une dizaine de modèles. À la suite de Japan Expo, un groupe sur Facebook s'est créé, ce qui a officialisé la création de la Marcus Low School for Pathetic Gamers. De nombreux nouveaux t-shirts sont proposés, la société Unfair Design se déplaçant régulièrement dans les conventions afin d'organiser des séances de dédicaces des fameux diplômes officiels de « grosdoititude » à la fonction de Gamer.

### Internet

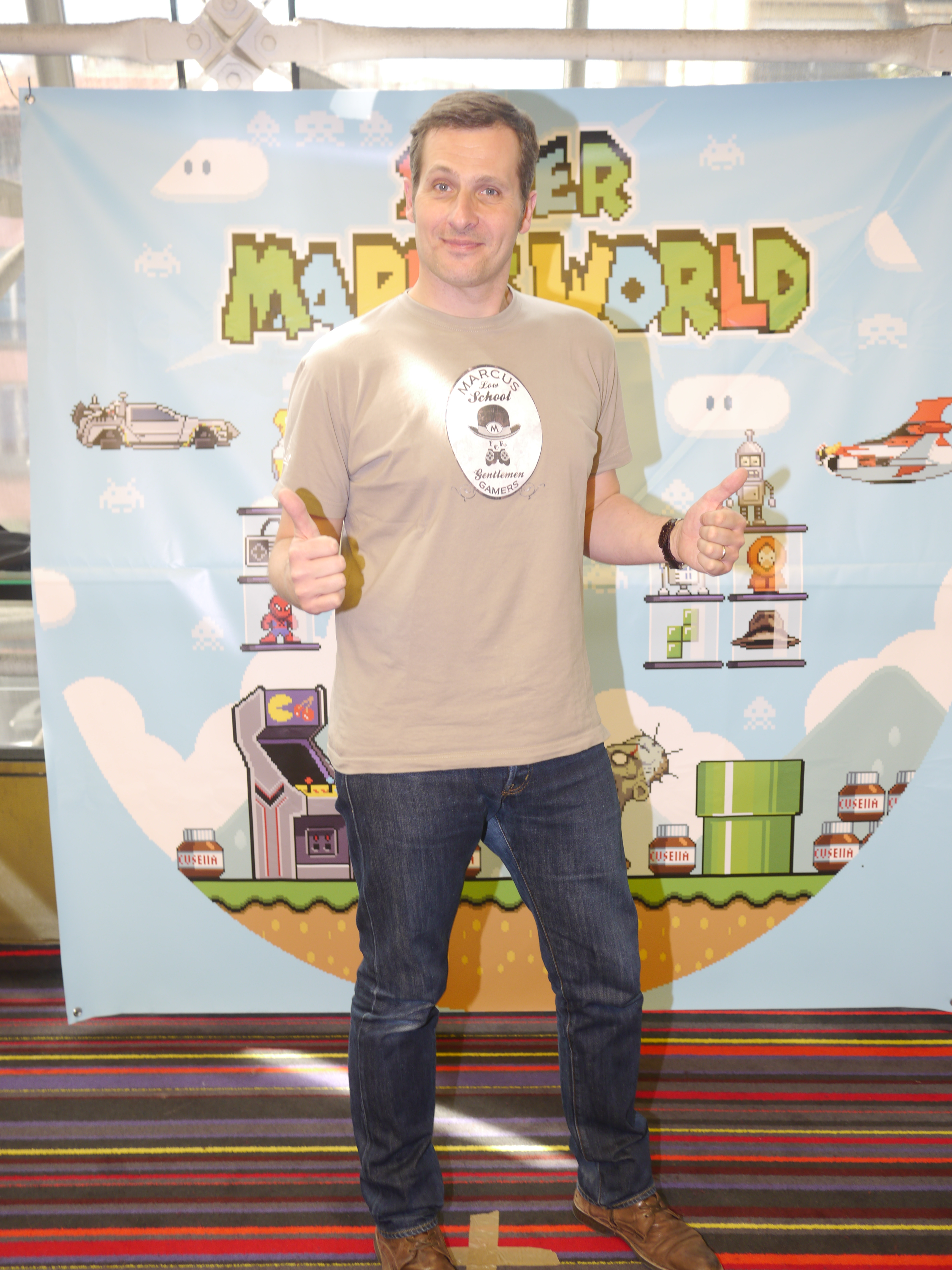
Marc Lacombe en 2013.
En arrière-plan, l'affiche de son émission Super Marcus World.

Il participe mensuellement à une rubrique du site JeuxActu, baptisée « Marcus a dit », où il traite avec humour d'un sujet souvent en rapport avec l'actualité vidéoludique, et occasionnellement de divers reportages effectués par le site, traitant des plus grands salons de jeux vidéo mondiaux. Ces reportages sont parfois rediffusés dans l'émission JeuxActu, sur NT1. Depuis décembre 2008, il critique aussi épisodiquement un film pour le site FilmsActu, dans une rubrique baptisée « Marcus a vu ». Il présente une émission tous les mois, intitulée La Tête dans le pion depuis février 2012, où il présente des jeux de société.
À la rentrée 2012, il présente la nouvelle émission Super Marcus World sur JeuxActu.
Marcus fait un caméo dans une émission le Joueur du Grenier consacrée aux adaptations de comics en jeux vidéo.
Marcus apparait dans la partie minute de silence de SUPER CRAYON par Mathieu Sommet.
Il incarne le Dr Doyobi dans les deux versions (2012 et 2017) de la websérie SaturdayMan où il se double lui même en post-production.
En 2017, il apparaît dans le court-métrage On s'est fait doubler ! où il joue un personnage parodiant l'agent Fox Mulder de la série X-Files : Aux frontières du réel. Sa voix est doublée par le comédien Georges Caudron, la voix française de David Duchovny.
Marcus lance en 2018 sa chaine Twitch, et organise tous les jeudis soir à partir de 21 h puis 21 h 30 un live, dans les conditions initiales de Level One. Il fait gagner chaque soir des cadeaux à ceux qui participent à son live, avec des récompenses réservées au Meilleur Pseudo et à la Meilleure Vanne.

### Série télévisée
Marcus est apparu en tant qu'invité dans le double épisode de mi-saison de la première saison de la série Nerdz. Il y incarne Marius, le petit ami de Caroline, féru de tuning, ancien accro aux jeux vidéo.
Il apparaît également dans les épisodes 11 et 12 de la saison 3 de Noob dans son propre rôle, où il critique le jeu fictif de la série, Horizon 2.0, pour son émission Chez Marcus.
Marcus interprète également le rôle du Docteur Gang dans la saison de Flander's Company.
Il apparaît dans l'épisode 4x14 de la Flander's Company, où il joue le rôle du supervilain d'Inspecteur Gadget : Docteur Gang, qui oublie de cacher son identité.
Marcus apparaît dans l'épisode 3 du Golden Show, ou il joue un agent secret et au Golden Show 2 où il joue un joueur de Portal 2 (Manuelo).
Marcus joue la voix off de l'épisode 10 de la shortcom CréaTioN où il incarne le nouveau Créateur.
Marcus a également prêté sa voix dans l'épisode 11 de la saison 11 des Simpson, participant aux exclamations d'une foule à la suite des miracles de Bart dans une église.

### Promotion
Marcus anime également depuis 2003 des séquences intitulées « Coup de cœur de Marcus » intégrées aux vidéos promotionnelles diffusées dans les boutiques de la chaîne Micromania. Il a également animé au Micromania Game Show, en public, des présentations de jeux sur le modèle de Level One. Il profite souvent d'un passage à Japan Expo pour rencontrer ses fans, et pour y tourner chaque année un épisode spécial de Chez Marcus où il affronte quelques téléspectateurs de Nolife.
En 2009, il prête sa voix à quelques publicités pour IG Magazine, ainsi que pour Goobox, diffusées principalement sur Nolife, et anime quatre émissions parodiques de l'émission Vidéo Gag, baptisées Vidéomad, afin d'assurer la promotion du jeu vidéo Madworld.